# Xã Worth, Quận Boone, Indiana
Xã Worth (tiếng Anh: Worth Township) là một xã thuộc quận Boone, tiểu bang Indiana, Hoa Kỳ. Năm 2010, dân số của xã này là 2.454 người.